# Leopold Prouza
Leopold Prouza (18. srpna 1911 – ???) byl český a československý politik Komunistické strany Československa a poúnorový poslanec Národního shromáždění ČSR.

## Biografie
Ve volbách roku 1954 byl zvolen za KSČ do Národního shromáždění ve volebním obvodu Hradec Králové. V parlamentu setrval až do konce funkčního období, tedy do voleb roku 1960.
V roce 1954 se profesně uvádí jako horník z obce Strážkovice. V jiné databázi z toho roku je evidován jako vedoucí úseku kolektivu na dole Zdeněk Nejedlý ve Rtyni v Podkrkonoší.